# 빅테크

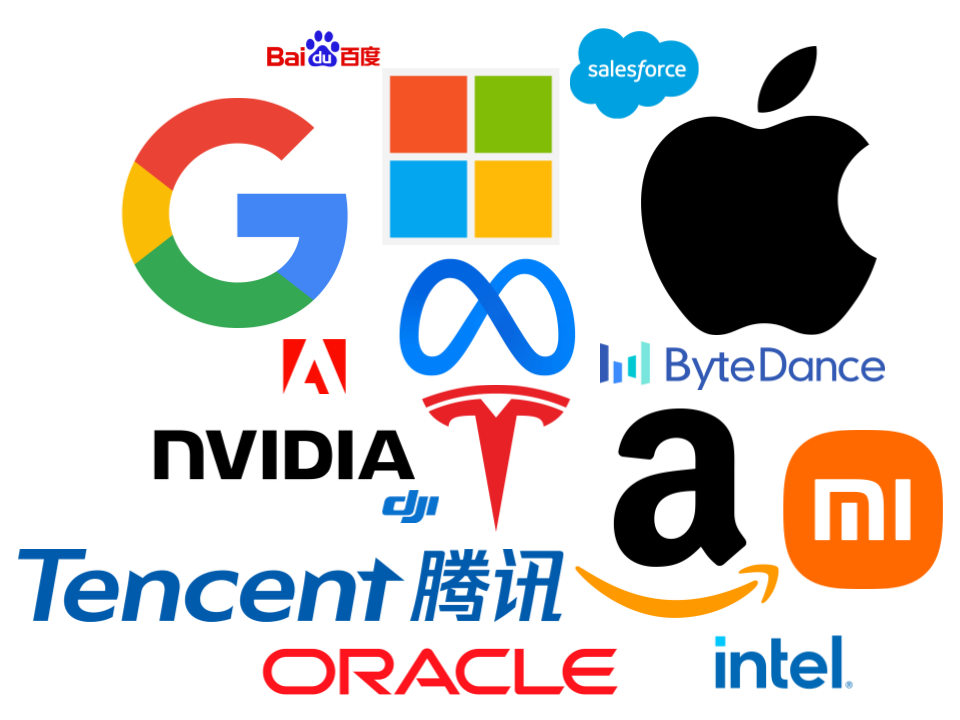
빅테크 기업 로고

빅테크(Big Tech) 또는 테크 자이언츠(Tech Giants)는 미국 정보 기술 산업에서 가장 크고 지배적인 기업, 즉 아마존, 애플, 구글(알파벳), 메타, 마이크로소프트, 테슬라, 엔비디아등의 기술기업이다. 이 회사들은 전 세계적으로 가장 가치 있는 상장 기업 중 하나이며, 최대 시가 총액이 3조 달러를 넘어가는 기업도 존재한다.
독점 관행에 대한 우려로 인해 미국 법무부와 연방거래위원회, 유럽연합 집행위원회의 독점 금지 조사가 진행되었다. 논평가들은 이러한 기업이 개인 정보 보호, 시장 지배력, 언론의 자유와 검열, 국가 안보 및 법 집행에 미치는 영향에 의문을 제기했다. 기업이 만든 생태계를 벗어나 디지털 세상에서 일상생활이 불가능할 수도 있다는 추측이 나왔다. 회사는 소비자에게 무료로 서비스를 제공함으로써 인기를 유지하는 것으로 관찰되었다.
중국 기업인 Baidu, Alibaba, Tencent, Xiaomi를 통틀어 BATX라고 하는 것은 종종 빅테크의 경쟁 기업으로 간주된다.

## 약어
FANG, FAANG, GAFA, GAFAM, MAMAA, GAMMA 등의 약어는 빅테크 기업을 지칭하는 데 사용되어 왔다. 구글의 모회사인 알파벳 (기업)은 이러한 약어에서 G로, 페이스북의 리브랜딩인 메타는 F로 표시될 수 있다.
FANG이라는 약어는 2013년 짐 크레이머가 페이스북, 아마존, 넷플릭스, 구글을 지칭하기 위해 만들었다. 크레이머는 이 기업들을 "각 시장에서 완전히 지배적인 위치에 있다"고 불렀다. RealMoney.com의 크레이머 동료인 밥 랭에 따르면, 크레이머는 이 네 회사가 약세장에서 "한입 베어 물 것"이라고 말하며 이 약어에 이중적인 의미를 부여했다. 크레이머는 2017년 FANG을 FAANG으로 확장했고, 매출이 증가하여 포춘 50대 기업으로 성장할 가능성이 있는 애플을 목록에 추가했다.
2021년 10월 페이스북의 사명이 메타 플랫폼스로 변경되고 2015년 구글 지주회사 알파벳(Alphabet)이 출범한 후, 크레이머는 넷플릭스의 가치가 다른 기업들에 비해 떨어졌기 때문에 FAANG을 MAMAA로, 넷플릭스를 마이크로소프트로 대체할 것을 제안했다. 마이크로소프트의 경우, 이들 기업의 가치는 각각 9,000억 달러가 넘었고, 넷플릭스의 가치는 3,100억 달러였다. 2021년 11월, 더 모틀리 풀(The Motley Fool)은 마이크로소프트(Microsoft), 애플(Apple), 넷플릭스(Netflix), 알파벳(Alphabet), 메타(Meta), 아마존(Amazon), 엔비디아(Nvidia), 어도비(Adobe)의 약자인 마나마나(MANAMANA, 1968년 노래 "마나 마나(Mah Nà Mah Nà)"에서 따온 것)를 제안했다.
국제적으로는 바이두(Baidu), 알리바바(Alibaba), 텐센트(Tencent), 샤오미(Xiaomi)를 일컫는 BATX는 종종 빅테크(Big Tech)의 중국 경쟁자로 여겨진다. 미래학자 에이미 웹(Amy Webb)은 빅5(Big Five), IBM, 알리바바(Alibaba), 바이두(Baidu), 텐센트(Tencent)의 조합을 "G-MAFIA BAT"라고 불렀다.

## 같이 보기
- 구글에 대한 비판
- 플랫폼 경제
- 감시 자본주의
- 미국의 반독점법